# Ентоні Гікокс
Ентоні Гікокс (англ. Anthony Hickox; нар. 30 січня 1959 — пом. 9 жовтня 2023) — англійський кінорежисер, сценарист та продюсер.

## Біографія
Ентоні Гікокс народився 30 січня 1959 року у Лондоні. Батько відомий кінорежисер Дуглас Гікокс. Ентоні пішов по стопах батька і почав знімати картини, спеціалізуючись на фільмах жахів. Найзначнішим досягненням режисера є дилогія «Музей воскових фігур», в якій він задіяв безліч відомих акторів. За цю картину режисер отримав Спеціальний приз журі на Брюссельском международном кинофестивале і номінувався на приз «Сатурн» Академії фантастичних фільмів, фентазі і фільмів жахів США.

## Фільмографія

### Режисер, сценарист, продюсер
| Рік  |    | Українська назва                    | Оригінальна назва                       | Роль                                    |
| ---- | -- | ----------------------------------- | --------------------------------------- | --------------------------------------- |
| 1988 | ф  | Музей воскових фігур                | Waxwork                                 | режисер, сценарист                      |
| 1989 | ф  | Захід сонця: Притулок вампірів      | Sundown: The Vampire in Retreat         | режисер, сценарист                      |
| 1992 | ф  | Музей воскових фігур 2              | Waxwork II: Lost in Time                | режисер, сценарист                      |
| 1992 | ф  | Повсталий з пекла 3: Пекло на Землі | Hellraiser III: Hell on Earth           | режисер                                 |
| 1993 | ф  | Чорнокнижник 2: Армагеддон          | Warlock: The Armageddon                 | режисер                                 |
| 1993 | тф | Повне затемнення                    | Full Eclipse                            | режисер                                 |
| 1994 | с  | Поліцейські під прикриттям          | New York Undercover                     | режисер                                 |
| 1995 | ф  | Розплата                            | Payback                                 | режисер                                 |
| 1995 | ф  | Діти кукурудзи 3: Міські жнива      | Children of the Corn III: Urban Harvest | виконавчий продюсер                     |
| 1995 | с  |                                     | Extreme                                 | режисер                                 |
| 1996 | с  | Двоє                                | Two                                     | режисер                                 |
| 1996 | ф  | Вторгнення в особисте життя         | Invasion of Privacy                     | режисер                                 |
| 1997 | ф  | Принц Веліант                       | Prince Valiant                          | режисер, сценарист                      |
| 1997 | с  | Золоті крила Пенсаколи              | Pensacola: Wings of Gold                | режисер                                 |
| 1998 | с  | Марсіанське право                   | Martian Law                             | режисер                                 |
| 1998 | ф  | Карнавал душ                        | Carnival of Souls                       | виконавчий продюсер                     |
| 1999 | ф  | Повітряний мисливець                | Storm Catcher                           | режисер                                 |
| 2000 | ф  | Раптовий удар                       | Jill Rips                               | режисер                                 |
| 2000 | ф  | Заражений                           | Contaminated Man                        | режисер                                 |
| 2001 | ф  | Остання втеча                       | Last Run                                | режисер, сценарист                      |
| 2002 | тф | Федеральний захист                  | Federal Protection                      | режисер                                 |
| 2003 | ф  | Наслідки                            | Consequence                             | режисер                                 |
| 2004 | ф  | Вибух                               | Blast                                   | режисер                                 |
| 2005 | в  | На глибині                          | Submerged                               | режисер, сценарист                      |
| 2009 | ф  | Лезо ножа                           | Knife Edge                              | режисер, сценарист, виконавчий продюсер |
| 2011 | ф  |                                     | The Harrowing                           | виконавчий продюсер                     |
| 2012 | ф  | Жовтий                              | Yellow                                  | асоційований продюсер                   |
| 2013 | ф  | Бранці сонця                        | Prisoners of the Sun                    | сценарист                               |
| 2013 | кф |                                     | Breakdown                               | режисер, сценарист                      |
| 2015 | ф  | Людина-сокіл                        | Falconman                               | режисер, продюсер, сценарист            |
| 2015 | ф  |                                     | Exodus to Shanghai                      | режисер                                 |
| 2016 | ф  |                                     | The Haunting of Borley Rectory          | режисер                                 |

### Актор
| Рік  |    | Українська назва                    | Оригінальна назва                       | Роль              |
| ---- | -- | ----------------------------------- | --------------------------------------- | ----------------- |
| 1970 | ф  | Шукачі пригод                       | The Adventurers                         | молодий Роберт    |
| 1988 | ф  | Музей воскових фігур                | Waxwork                                 | англійський принц |
| 1989 | ф  | Людина-омар з Марса                 | Lobster Man from Mars                   | Джон              |
| 1992 | ф  | Музей воскових фігур 2              | Waxwork II: Lost in Time                | офіцер короля     |
| 1992 | ф  | Повсталий з пекла 3: Пекло на Землі | Hellraiser III: Hell on Earth           | солдат 2          |
| 1993 | ф  | Повернення живих мерців 3           | Return of the Living Dead III           | доктор Гікокс     |
| 1993 | ф  | Чорнокнижник 2: Армагеддон          | Warlock: The Armageddon                 | темний лідер      |
| 1993 | ф  | Смертельне викриття                 | Deadly Exposure                         | убивця            |
| 1995 | ф  | Діти кукурудзи 3: Міські жнива      | Children of the Corn III: Urban Harvest | Ганс              |
| 1995 | в  | Бабуся                              | The Granny                              | Фредерік          |
| 1996 | ф  | Вторгнення в особисте життя         | Invasion of Privacy                     | Батько Файгур     |
| 1997 | тф | Секрети Голлівуду                   | Hollywood Confidential                  | офіціант          |
| 1997 | ф  | Принц Веліант                       | Prince Valiant                          | принц Гавейн      |
| 1998 | ф  | Садівник                            | The Gardener                            | Дел               |
| 1999 | ф  | Повітряний мисливець                | Storm Catcher                           | агент Лоад        |
| 2001 | ф  | Остання втеча                       | Last Run                                | Райлі Чапин       |
| 2002 | тф | Федеральний захист                  | Federal Protection                      | найманий вбивця 1 |
| 2004 | ф  | Вибух                               | Blast                                   | Тоні              |
| 2014 | ф  | Любов по дизайну                    | Love by Design                          | Гельмут           |
| 2013 | кф |                                     | Breakdown                               |                   |